# باتريك واين
باتريك واين (بالإنجليزية: Patrick Wayne)‏ هو ممثل أمريكي، ولد في 15 يوليو 1939 بلوس أنجلوس في الولايات المتحدة.

## أعمال

### أفلام
- (1955) السيد روبرتس
- (1956) الباحثون
- (1960) آلامو
- (1964) خريف قبيلة شايان
- (1971) جيك الكبير

## وصلات خارجية
- باتريك واين على موقع IMDb (الإنجليزية)
- باتريك واين على موقع تيرنر كلاسيك موفيز (الإنجليزية)
- باتريك واين على موقع أول موفي (الإنجليزية)
- باتريك واين على موقع إن إن دي بي (الإنجليزية)
- باتريك واين على موقع ديسكوغز (الإنجليزية)
- باتريك واين على موقع قاعدة بيانات الفيلم (الإنجليزية)